# Theatre Europe
Theatre Europe est un jeu vidéo de type wargame développé et publié par Personal Software Services en 1985 au Royaume-Uni sur Commodore 64, ZX Spectrum, Amstrad CPC et Atari 8-bit. Le jeu est ensuite publié en France par ERE Informatique et aux États-Unis par Datasoft en 1986. Le jeu se déroule en Europe pendant une guerre fictive entre l’OTAN et l’Union Soviétique et les deux factions disposent d’armes chimique et nucléaire. Le principal objectif est de gagner des batailles conventionnelles sur le sol européen tout en évitant un holocauste nucléaire mondial,,.

## Système de jeu
Theatre Europe est un wargame qui simule un conflit fictif opposant les forces de l’OTAN et celles de l’Union soviétique. Le joueur peut choisir de commander l’un ou l’autre des deux camps et affrontent l’ordinateur, qui contrôle le camp adverse. Il peut également choisir de laisser l’ordinateur contrôler les deux camps et simplement regarder le conflit qui en résulte,. Le jeu se déroule au tour par tour, un tour correspondant à une journée de conflit. Une partie dure au total trente tours,. Le jeu propose trois niveaux de difficulté. Dans le premier, l’ordinateur n’utilise pas l’arme nucléaire à moins d’être provoqué, alors que dans les deux autres, il est susceptible d’utiliser des armes nucléaires ou chimiques pour empêcher le joueur de remporter la partie.
La majeure partie du jeu se déroule sur une carte, représentant l’Europe et l’Ouest de l’URSS, sur laquelle sont représentés les chaines de montagnes, les principales villes, les frontières et les armées de chaque camp. Le jeu inclut également une séquence arcade dans laquelle le joueur doit détruire des unités ennemies pour obtenir des bonus. Cette séquence est cependant optionnelle et peut être désactivé dans les options du jeu. Si l’option est activée, le programme propose au joueur de choisir une bataille sur la carte. Suivant la zone sélectionnée, le jeu affiche alors un champ de bataille en pleine campagne ou en ville sur lequel sont représentés différents types d’unités dont des avions, des hélicoptères et des chars d’assaut. Par l’intermédiaire d’un curseur, le joueur peut alors tirer et détruire les unités ennemies, comme dans le jeu Missile Command. Ces séquences d’arcade influent sur le reste du jeu, de mauvais résultats impliquant de subir de lourdes pertes pendant le tour en cours,. Une fois la séquence arcade terminée, le jeu bascule à nouveau sur la carte de l’Europe pour la phase de mouvement, lors de laquelle le joueur peut déplacer et regrouper ses unités. Pour cela il utilise un curseur, qui lui permet de déplacer ses unités chacune à leur tour. Une fois les déplacements terminés, une nouvelle phase permet au joueur d’ordonner à ses unités d’attaquer les troupes ennemies,. Pendant cette phase, une fenêtre affiche des informations concernant les combats, dont le nombre d’ennemis et les pertes. Après la séquence de combat, le joueur à l’opportunité de reconstruire ses unités en leur allouant une certaine quantité d’approvisionnant en armement. Le jeu passe ensuite dans la phase dédiée à l’aviation qui permet au joueur d’attribuer à son aviation des missions de bombardements, de reconnaissance ou de contrôle de l’espace aérien,.
Le jeu permet de demander des frappes chimiques ou nucléaires contre l’ennemi. Les premières sont automatiquement dirigées contre la capitale du camp adverse et se concluent par une annonce sur le nombre de civils tués. Pour lancer une attaque nucléaire, le joueur se voit donner trente secondes pour appeler un numéro de téléphone dédié et ainsi obtenir le code d’autorisation, (Le code est "Midnight Sun"). Une fois celui-ci reçu, trois options sont proposées au joueur. La première permet de remettre à plus tard l’attaque, la seconde déclenche l’envoi d’une unique tête nucléaire sur la capitale ennemie et la dernière déclenche une attaque nucléaire de grande ampleur sur l’Europe, dont le résultat une un holocauste nucléaire qui sonne la fin de la partie,.

## Accueil
| Theatre Europe    |      |       |
| Média             | Pays | Notes |
| ACE               | GB   | 9/10  |
| CVG               | GB   | 9/10  |
| Computer Gamer    | GB   | 95 %  |
| Crash             | GB   | 84 %  |
| Jeux et Stratégie | FR   | 3/5   |
| Sinclair User     | GB   | 5/5   |
| Your Sinclair     | GB   | 8/10  |
| Zzap!64           | GB   | 94 %  |

Theatre Europe est notamment élu « meilleur wargame de l'année » 1985 par les lecteurs du magazine Zzap!64.